# Diaphora
Diaphora — рід метеликів з родини еребід (Erebidae). Поширений у Палеарктиці.

## Види
- Diaphora luctuosa (Geyer, [1831])
- Diaphora mendica (Clerck, 1759)
- Diaphora sordida (Hübner, [1803])